# Dragan Đilas
Dragan Đilas (Beograd, 22. veljače 1967.) srbijanski je političar, poduzetnik i predsjednik Stranke slobode i pravde i gradonačelnik Beograda u razdoblju od 2008. do 2013. godine.
Od 25. studenoga 2012. do 21. svibnja 2014. godine bio je predsjednik Demokratske stranke,
U svojstvu člana Demokratske stranke bio je gradonačelnik Beograda od 2008. do 2013. i ministar bez portfelja zadužen za Nacionalni investicijski plan u Vladi Srbije tijekom 2007. i 2008., a prije toga direktor Narodnog ureda predsjednika u razdoblju od 2004. do 2007.